# Warcisław I świecki
Warcisław I świecki (ur. po 1195, zm. 1227–1233) – syn Mściwoja I, brat Świętopełka Wielkiego, od 1227 książę świecko-lubiszewski.
Władcy Pomorza gdańskiego z dynastii Sobiesławiców (z uwzględnieniem podziałów dzielnicowych)
| Sobiesław namiestnik pomorski 1155–1177/80 | Sambor I gdański namiestnik pomorski 1177/80-1205 | Mściwój I gdański namiestnik pomorski 1205-1219/20 | Świętopełk II Wielki namiestnik pomorski 1219/20-1227 ks. gdański 1227-1266 | Świętopełk II Wielki namiestnik pomorski 1219/20-1227 ks. gdański 1227-1266 | Warcisław II ks. gdański 1266–1270 | Mściwój II ks. pomorski 1270-1294 | Mściwój II ks. pomorski 1270-1294 |
| Sobiesław namiestnik pomorski 1155–1177/80 | Sambor I gdański namiestnik pomorski 1177/80-1205 | Mściwój I gdański namiestnik pomorski 1205-1219/20 | Warcisław I świecki ks. świecko- lubiszewski 1227–1227/33                   | Racibor ks. białogardzki 1233–1262                                          | Warcisław II ks. gdański 1266–1270 | Mściwój II ks. pomorski 1270-1294 | Mściwój II ks. pomorski 1270-1294 |
| Sobiesław namiestnik pomorski 1155–1177/80 | Sambor I gdański namiestnik pomorski 1177/80-1205 | Mściwój I gdański namiestnik pomorski 1205-1219/20 | Warcisław I świecki ks. świecko- lubiszewski 1227–1227/33                   | Sambor II ks. lubiszewski (tczewski) 1233–1269                              |                                    | Mściwój II ks. pomorski 1270-1294 | Mściwój II ks. pomorski 1270-1294 |
| Sobiesław namiestnik pomorski 1155–1177/80 | Sambor I gdański namiestnik pomorski 1177/80-1205 | Mściwój I gdański namiestnik pomorski 1205-1219/20 | Warcisław I świecki ks. świecko- lubiszewski 1227–1227/33                   | Mściwój II ks. świecki 1255–1270                                            |                                    | Mściwój II ks. pomorski 1270-1294 | Mściwój II ks. pomorski 1270-1294 |